# Trialeurodes ipomoeae
Trialeurodes ipomoeae is een halfvleugelig insect uit de familie witte vliegen (Aleyrodidae), onderfamilie Aleyrodinae.
De wetenschappelijke naam van deze soort is voor het eerst geldig gepubliceerd door Carapia-Ruiz in 2003.